# SpangaS op zomervakantie
SpangaS op zomervakantie is een Nederlandse zomerserie en spin-off van de jeugdserie SpangaS.

## Beschrijving
De subserie bestaat uit twee seizoenen van elk tien afleveringen. Elk hoofdpersonage heeft een eigen aflevering.
Seizoen 1 werd van 2 juni t/m 4 augustus 2018 uitgezonden op NPO Zapp. Het tweede seizoen liep van 25 mei t/m 27 juli 2019.

## Rolverdeling

### Seizoen 1
| Acteur            | Personage              |
| ----------------- | ---------------------- |
| Timo Wils         | Lef Evers              |
| Tara Hetharia     | Wieteke van Vrijberghe |
| Stephanie van Eer | Shirley Benoit         |
| Joe Sinduhije     | Jip Baltus             |
| Iris van Loen     | Maud Overmars          |
| Sia Cyrroes       | Ramin Sabet            |
| Bruno Prent       | Dylan King             |
| Iris Stenger      | Caro Out               |
| Yeliz Dogan       | Filiz Kara             |
| Tobias Oelderik   | Otis Marchand          |
| Remy Hogenboom    | Ryan                   |
| Jasha Rudge       | Casper                 |

### Seizoen 2
| Acteur          | Personage        |
| --------------- | ---------------- |
| Joe Sinduhije   | Jip Baltus       |
| Iris van Loen   | Maud Overmars    |
| Bruno Prent     | Dylan King       |
| Yeliz Dogan     | Filiz Kara       |
| Tobias Oelderik | Otis Marchand    |
| Timo Wils       | Lef Evers        |
| Renée de Gruijl | Elza van Waveren |
| Jard Struik     | Joris Poppink    |
| Claudia Kanne   | Jackie Oleander  |

## Afleveringen

### Seizoen 1
Seizoen 1 heeft tien afleveringen die van 2 juni t/m 4 augustus 2018 elke zaterdag te zien waren op NPO Zapp.
| Afl. | Titel                 | Uitzending NPO Zapp |
| ---- | --------------------- | ------------------- |
| 1    | De Weddenschap        | 2 juni 2018         |
| 2    | In een oogopslag      | 9 juni 2018         |
| 3    | Oelalachiwawa         | 16 juni 2018        |
| 4    | Hoogste versnelling   | 23 juni 2018        |
| 5    | Hotel de Zwarte Vosch | 30 juni 2018        |
| 6    | Het afscheid          | 7 juli 2018         |
| 7    | Overstag              | 14 juli 2018        |
| 8    | Prins Heerlijk        | 21 juli 2018        |
| 9    | Toekomstmuziek        | 28 juli 2018        |
| 10   | 180 Graden            | 4 augustus 2018     |

### Seizoen 2
Seizoen 2 heeft tien afleveringen die van 25 mei t/m 27 juli 2019 elke zaterdag te zien waren op NPO Zapp.
| Afl. | Titel                          | Uitzending NPO Zapp |
| ---- | ------------------------------ | ------------------- |
| 1    | Mannenwerk                     | 25 mei 2019         |
| 2    | Jackster                       | 1 juni 2019         |
| 3    | De Oppas                       | 8 juni 2019         |
| 4    | De Wraak van Dwergkoning Rurik | 15 juni 2019        |
| 5    | Verdwaald                      | 22 juni 2019        |
| 6    | Champ                          | 29 juni 2019        |
| 7    | Zoek je innerlijke clown       | 6 juli 2019         |
| 8    | Strandwachten                  | 13 juli 2019        |
| 9    | Terug naar de natuur           | 20 juli 2019        |
| 10   | Gluur Buur                     | 27 juli 2019        |